# Live at 日比谷野音
『Live at 日比谷野音』は、日本のバンドフジファブリックの2枚目のDVDである。2006年7月12日発売。発売元はEMIミュージック・ジャパン。

## 概要
- 2006年5月3日に日比谷野外音楽堂にて行われたライブを収録。
- 初回限定盤には特典映像としてライブ・リハーサルの風景を収録。
- 5月3日に行われたライブでは「茜色の夕日」の次に「Master Line」(「FAB BOX」の「RARE TRACKS  & COVERS」に収録されている。）、アンコールで「赤黄色の金木犀」「線香花火」が歌われたがDVDには未収録。

## 収録曲
全曲 作詞/作曲：志村正彦
1. 桜の季節
（収録作品（以下省略）:『桜の季節』『フジファブリック』）
2. 虹
（『虹』『FAB FOX』）
3. モノノケハカランダ
（『FAB FOX』）
4. 地平線を越えて
（『FAB FOX』）
5. 消えるな太陽
（『アラモード』）
6. サボテンレコード
（『フジファブリック』)
7. ロマネ
（『TEENAGER』）
  - この当時は新曲。
8. 茜色の夕日
（『アラカルト』『アラモルト』『茜色の夕日』『FAB FOX』）
9. 環状七号線
（『アラモード』『アラモルト』）
10. 打上げ花火
（『フジファブリック』)
11. 追ってけ 追ってけ
（『アラモード』『フジファブリック』）
12. 陽炎
（『陽炎』）
13. ダンス2000
（『アラカルト』『アラモルト』『虹』）
14. TAIFU
（『フジファブリック』）
15. 銀河
（『銀河』）